# Храм от Тафис
Храмът от Тафис е малък (6,5 на 8 m) елинистичен храм от пясъчник, намиращ се в Нидерландия.
Произлиза от римската крепост Тафис от I век. Храмът е подарен от египетските власти на Нидерландия в знак на благодарност за помощта ѝ при съхраняването на древните паметници на Нубия от заливането им от водите на Асуанското водохранилище.
През 1971 г. е пренесен от Египет в гр. Лайден, Нидерландия и е установен в новопостроеното египетско крило на Държавния музей на древността.